# Эчеберрия, Хосеба
Хосе́ба Андо́ни Эчебе́ррия Лиса́рди (исп. Joseba Andoni Etxeberria Lizardi; род. 5 сентября 1977, Эльгойбар, Страна Басков) — испанский футболист, полузащитник. Почти всю карьеру провёл в клубе «Атлетик Бильбао».

## Биография
Хосеба начинал свою карьеру в другом баскском клубе — «Реал Сосьедад», после чего перешёл в «Атлетик» более чем за 3 млн евро в пересчёте на современные деньги. На тот момент это был самый дорогой трансфер игрока, не достигшего 18-ти лет, в испанском и баскском футболе.
В 1995 году стал лучшим бомбардиром молодёжного чемпионата мира, затем был взят в главную сборную страны, в составе которой играл на чемпионате мира 1998 года, а также на Евро 2000 и Евро 2004.
1 октября 2008 года Эчеберрия подписал новый контракт с «Атлетиком», согласно которому будет выступать за него в сезоне 2009/10 бесплатно.
15 мая 2010 года Хосеба Эчеберрия сыграл в своём последнем матче за родной «Атлетик» против «Депортиво», в этом матче он отличился голевой передачей, а позже на 77 минуте был заменён на Токеро.

## Прощальный матч
25 мая 2010 года баски попрощались с легендой клуба Хосебой Эчеберрией — в прощальном матче ветерану «Атлетика» противостояли дети в количестве 200 человек. Несмотря на численное преимущество, дети не смогли одержать победу у игроков «Атлетика» и проиграли, забив 3 мяча и пропустив 5 мячей.